# Gerhard Wülker
Pour les articles homonymes, voir Wülker.
Gerhard Konrad Wülker (né le 5 novembre 1885 à Leipzig, mort en 1930) est un zoologiste allemand.

## Biographie
Gerhard Wülker est le fils du professeur de l'université de Leipzig en langue anglaise Wülker Richard et son épouse Gertrude Lagne, fille du philologue Ludwig Lange. Il obtient son diplôme de bachelier en 1904 à Leipzig. Il étudie ensuite les sciences naturelles dans les universités de Leipzig, Heidelberg et Kiel.
Gerhard Wülker publie dès 1910 sur les céphalopodes, plus tard sur les insectes et les nématodes. En son hommage, une espèce de céphalopode Grimpoteuthis a été baptisée Grimpoteuthis wuelkeri.